# Tropidophorus hainanus
Tropidophorus hainanus är en ödleart som beskrevs av  Smith 1923. Tropidophorus hainanus ingår i släktet Tropidophorus och familjen skinkar. Inga underarter finns listade i Catalogue of Life.